# 斑鰭溪脂鯉
斑鰭溪脂鯉，為輻鰭魚綱脂鯉目脂鯉亞目唇齒脂鯉科的其一種，分布於南美洲烏拉圭河至Ribeira de Iguape河流域，體長可達7.4公分，棲息在底中層水域，生活習性不明。